# Greatest Flix III
Greatest Flix III — третя збірка відеокліпів британського рок-гурту «Queen», що вийшла 20 листопада 1999 року в форматі VHS. Для збірки спеціально зняли кліп до пісні «Too Much Love Will Kill You». Відео до пісні «Las Palabras de Amor» є одним з рідкісних і до моменту виходу у світ цієї збірки офіційно не видавалося (відео взято з виступу гурту на телешоу «The Top of the Pops»).

## Список композицій
1. Under Pressure (з Девідом Бові) (Rah Mix)
2. These Are the Days of Our Lives
3. Princes of the Universe
4. Barcelona
5. Too Much Love Will Kill You
6. Somebody to Love
7. The Great Pretender
8. Heaven for Everyone
9. Las Palabras de Amor
10. Let Me Live
11. Living on My Own (1993 Radio Remix)
12. You Don't Fool Me
13. Driven By You
14. No-One but You (Only the Good Die Young)
15. The Show Must Go On (з Елтоном Джоном)
16. Thank God It's Christmas